# 4-й Нью-Йоркский пехотный полк
4-й Нью-Йоркский добровольческий пехотный полк (англ. 4th New York Volunteer Infantry Regiment), известный так же как First Scott’s Life Guard — один из пехотных полков армии Союза во время Гражданской войны в США. Полк был сформирован весной 1861 года, стоял в Ньюпорте и Саффолке, участвовал в сражениях в Вирджинии начиная с сентября 1862 года и был расформирован в мае 1863 года ввиду истечения срока службы.

## Формирование
Полк был набран в основном в Нью-Йорке, кроме роты Е, которая была набрана в Бруклине. Полк был сформирован полковником Вальтером Тейлором и 25 апреля 1861 года принят на службу штата. В мае роты полка были записаны на службы в федеральную армию сроком на два года. Роты C, D, E, F, H и K были записаны 2 мая, роты A и G — 7 мая, роты B и I — 9 мая. 15 мая Альфрет Тейлор стал полковником, Джон Макгрегор — подполковником, Уильям Джеймсон — майором.

## Боевой путь
3 июня полк покинул Нью-Йорк и был переброшен в Вирджинию, в Ньюпорт-Ньюс, где был включён в состав войск департамента Вирджиния под руководством Бенжамина Батлера. 25 июля полк был переведён в Балтимор (Мериленд) и включён в дивизию Джона Дикса.
5 июня 1862 года полк был переведён в Саффолк и включён в бригаду Вебера (VII корпус Потомакской армии). 7 июля полковник Тейлор покинул полк, подполковник Макгрегор стал полковником, а майор Джеймсон стал подполковником. 8 сентября бригада Макса Вебера была переведена в II корпус Потомакской армии и включена в дивизию Уильяма Френча. В составе этой дивизии полк участвовал в Мерилендской кампании.
17 сентября дивизия Френча пошла в наступление против центра Северовирджинской армии во время сражения при Энтитеме. Бригада Вебера шла в первой линии дивизии, 4-й Нью-Йоркский наступал на левом фланге бригады. Ему пришлось атаковать северокаролинские полки бригады Андерсона, занявшие позицию на дороге «Санкен-Роуд». Наступление полка было остановлено, и он некоторое время оставался на позиции, пока его не сменил 108-й Нью-Йоркский пехотный полк. В этом сражении полк потерял 44 человека убитыми, 142 ранеными и 1 пропавшим без вести.
22 сентября полк был размещён в Харперс-Ферри. 14 октября капитан роты D, Чарльз Крюгер, стал майором. 16-17 октября полк участвовал в разведывательном наступлении на Чарльзтаун, а 30 октября начал наступление через Лаудонскую долину к Фалмуту (в ходе Фредериксбергской кампании).
12 декабря полк участвовал в сражении при Фредериксберге. Дивизию Френча снова бросили в атаку сильной позиции противника у подножия высот Мари. Первой атаковала бригада Натана Кимбэлла, за ней — бывшая бригада Вебера, которой командовал полковник Эндрюз. Эта атака также была отбита с тяжёлыми потерями. 13 человек было потеряно убитыми, 52 ранеными и 6 человек пропавшими без вести. Среди раненых был и полковник Макгрегор.